# Estrella FU Orionis
Las estrellas FU Orionis, también llamadas objetos FU Orionis (FU Ori), son estrellas presecuencia principal que muestran un cambio muy acusado de magnitud y tipo espectral. Un ejemplo ilustrativo es la estrella V1057 Cygni, que llegó a ser 6 magnitudes más brillante y cuyo tipo espectral cambió de dKe a supergigante F.
El modelo actual asocia las llamaradas de las estrellas FU Orionis a una abrupta transferencia de masa desde un disco de acreción a una joven estrella T Tauri de baja masa. La tasa de acrecimiento para estos objetos se estima en:
{\displaystyle {\dot {M}}\approx 10^{-4}{\frac {M_{\bigodot }}{a{\tilde {n}}o}}}
La erupción tiene lugar a lo largo de ~ 1 año, pero puede ser mucho más larga. La duración de  esta fase de alta luminosidad es del orden de décadas. Sin embargo, a pesar de su corta duración relativa, todavía no se ha observado la conclusión de esta fase en un objeto FU Orionis. Comparando el número de estallidos FU Ori con el índice de formación estelar en la vecindad del Sol, se estima que una joven estrella media experimenta aproximadamente 10-20 erupciones FU Ori en el transcurso de su vida.
Los prototipos de esta clase son: FU Orionis —que da nombre al grupo—, V1057 Cygni y V1515 Cygni; recientemente se ha añadido al grupo la protoestrella V1647 Orionis, que entró en erupción en enero de 2004.